# Кортикостерон
Кортикостерон — малозначимый и сравнительно малоактивный минералкортикоидный гормон коры надпочечников у человека. Однако у крысы кортикостерон является основным и наиболее активным для неё глюкокортикоидом, подобно кортизолу у человека.
По сравнению с кортизолом обладает ощутимой, хотя и гораздо более слабой, чем у альдостерона, минералокортикоидной активностью.